# Aleš Čerin
Aleš Čerin (19 luglio 1949) è un politico e imprenditore sloveno, sindaco di Lubiana dal 22 dicembre 2011 al 11 aprile 2012.

## Biografia
Uomo politico e imprenditore sloveno, si laurea nel 1973 presso l'Università di Lubiana ed è stato sindaco di Lubiana dal 22 dicembre 2011 al 11 aprile 2012 .